# Lista över termer inom hästsport
Nedan följer en ordlista för termer inom hästsport.

## A

### Amerikansk sulky
En amerikansk sulky, även kallad jänkarvagn eller endast bike, är en typ av sulky som är längre och tyngre än en vanlig sulky. Kusken lutar sig bakåt och ger hästen en känsla av att den blir lättare då vagnen ”lyfter” hästen. En amerikansk sulky är även smalare än en vanlig sulky, vilket gör att det är svårare att använda den i voltstart. Det kan också vara svårt att köra i jänkarvagn om hästen är väldigt bred eller har en bred trav.

### Autostart

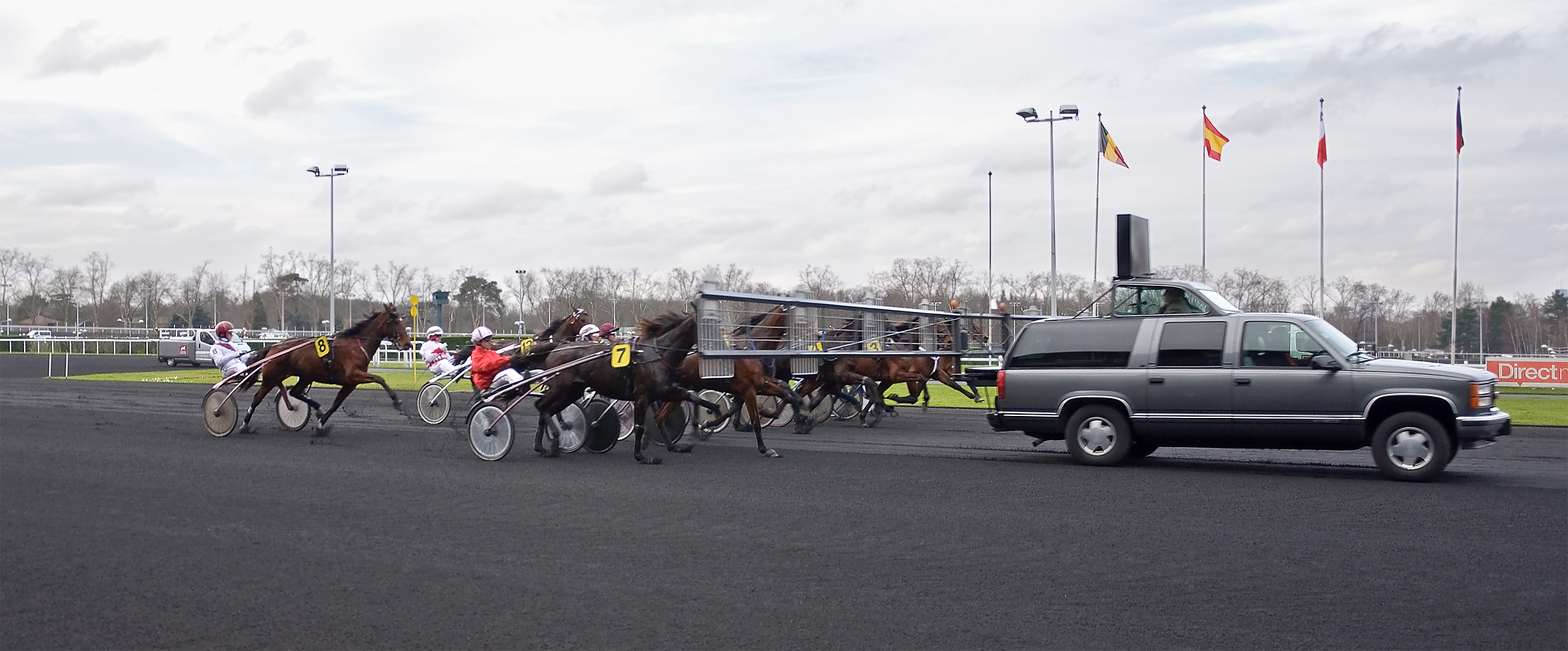
Autostart på Vincennesbanan i Paris.

Autostart eller bilstart utförs med en speciell startbil som har ut- och infällbara vingar vilka täcker 8 startspår bredvid varandra. De deltagande ekipagen samlas bakom startbilen innan starten går och startbilen accelererar sedan i jämn fart fram till startplatsen, där bilen släpper startfältet och kör ifrån hästarna. 8 hästar får således rum i främre ledet bakom startbilen. Propositioner för lopp skrivs emellertid ut för fler hästar, upp till 12 stycken. Vid 12 startande startar nummer 9–12 i ett andra led bakom det första, varvid kuskarna har att välja på två spår vardera efter principen 9:an bakom 1:an eller 2:an och så vidare. Vid otjänliga banförhållanden används inte startbil utan istället linjestart som i princip går till på samma sätt som med autostart. Inget ekipage får då passera hästen med startspår nummer 1 innan startlinjen har passerats.

## B

### Banunderlag
I galoppsport rids löp över olika underlag, oftast gräs eller så kallad dirttrack. Banunderlaget dirttrack är baserat på sand, och i USA rids de flesta löp på dirttrack. En gräsbanas hårdhet kan variera beroende på tidigare nederbörd, och i Europa är de flesta galoppbanor gräsbanor.
Ett syntetiskt banunderlag är det så kallade all-weather som används i bland annat Storbritannien och Frankrike. Underlaget liknas ofta med dirttrack.

### Bortre långsida
Bortre långsida är tävlingsbanans raksträcka längst ifrån publikläktaren. Raksträckan på motsatt sida där mållinjen är placerad heter upplopp.

## C

### Catchdriver
Catchdriver eller catch driver är en travkusk eller jockey som endast kör/rider hästar i tävlingslopp och inte har någon egen, eller liten, tränarverksamhet. En catchdriver tar ofta en procentuell del av de vinster som denne kör/rider in.

## D

### Dirttrack
Banunderlaget dirttrack är baserat på sand, och i USA rids de flesta löp på dirttrack istället för gräs. Ett underlag som ofta kan liknas med dirttrack är det syntetiska all-weather som används i bland annat Storbritannien och Frankrike.

### Dött lopp
Dött lopp (eng. dead heat), är en situation där hästarna bedöms vara så nära varandra i mål att ingen skillnad mellan dem kan ses. Resultatet förklaras oavgjort och de tävlande tilldelas oftast ett delat förstapris. 

## F

### Favoritspelad
Favoritspelad kallas den häst som är mest trolig att vinna, baserat på vinnarodds och tidigare prestationer. Det är motsatsen till skräll.

### Fransk voltstart
Fransk voltstart skiljer sig markant från den svenska voltstarten. Ekipagen samlas i en fålla som är ansluten till banan, och principen är att gå vinkelrätt mot banan. När det uppskattas att alla är på plats, vänds ekipagen ett kvarts varv för att köra iväg på banan. Tävlingspersonalen startar en nedräkningsklocka och säkerställer att starten gått rätt till med hjälp av laserstrålar. Om laserstrålen bryts innan start blir det omstart. Ekipagen har inget direkt startspår på förhand, utan krigar för bästa position i startmomentet.

## J

### Jänkarvagn
Se avsnittet: Amerikansk sulky

## K

### Kusk
En kusk är den person som sitter i sulkyn under ett travlopp. Ordet har sitt etymologiska ursprung i det ungerska ortnamnet Kocs.

### Köpa korv
Att köpa korv är en skämtsam term inom travsporten, som används om ett ekipage som sitter långt ute i spåren i sista sväng (oftast fjärde- eller femtespår). Termen syftar på att ekipaget kör så nära korvkiosken på publikplatsen, eftersom de ligger så långt ut i banan.

## N

### Nervsnittning
Nervsnittning på hästar, innebär att en nerv skärs av, ofta i hovarna, och hästens känsel tas då bort. På så vis kommer inte hästen att kunna känna smärta. En nervsnittning kan liknas med att kapa av en elledning, strömmen kommer inte fram.

## S

### Sadelplats
Sadelplatsen är den del av hästkapplöpningsbanan där hästarna sadlas före tävlingarna. Från de åskådarplatser som finns närmast sadelplatsen har åskådarna extra goda möjligheter att nära studera hästarna innan de tävlar och sadelplatsen räknas som den allra finaste delen av läktarna.

### Skräll
En skräll sker då en häst som av majoriteten förväntas förlora, lyckas segra över en häst som förväntas vinna. Det är motsatsen till favoritspelad.

### Slangning
Vid slangning stoppas en slang ner direkt till hästens magsäck, för att ge hästen vatten och andra substanser, t.ex. elektrolyter.

### Strykning
När en häst stryks (en. scratch) i ett lopp avstår den från att tävla. En häst kan strykas av många olika orsaker, t.ex. sjukdom och hälta. En häst kan även tvångsstrykas av banans veterinär.

### Sulky
En sulky används inom travsporten, där kusken sitter i sulkyn som dras av hästen. Fästet som placeras över hästens rygg har en vadderad kudde längs hela ryggen för att inte hästen ska få skavsår. En sulky måste vara så lätt som möjligt så att hästens fart inte sinkas av tyngden. Det ledande materialet för sulkys är stål.

## U

### Upplopp
Upplopp är tävlingsbanans raksträcka närmast publikläktaren, där mållinjen är placerad. Raksträckan på motsatt sida heter bortre långsida.

## V

### Voltstart
Voltstart utförs på så sätt att hästar voltar i högervarv och styrs av en 'huvudstarters' kommandon: Klart-ett-två-kör. Hästarna ska volta på ett sådant sätt att, när kommandot 'kör' kommer, ska alla hästarna befinner sig i sina startspår i startriktningen och vid startlinjen. En volt innehåller högst 5 hästar och ett lopp innehåller högst 12 hästar över samma startdistans där hästarna 6–12 voltar bakom den första volten (1–5). I den andra volten voltar nr 6 och nr 7 sist för att kunna vända upp tidigare mot startlinjen – så kallat springspår. Dessa hästar kan på det viset få en viss fördel genom en flygande start. Hästarna 8–12 startar i andra ledet med 8:an bakom nummer 1, 9:an bakom nummer 2 och så vidare.